# 馮偉華
馮偉華（英語：Fung Wai-wah），香港城市大學專業進修學院高級講師。馮偉華亦為香港政治人物，終極普選聯盟召集人，曾任教協會長，於2010年5月起接任會長。

## 教師生涯
畢業於天主教伍華中學，1983年畢業於香港大學社工系，但任職社工數年後便加入城市理工（城大前身）任教。
於2003年，城大因為政府撤資，一度有意停辦以副學士課程為主的高級專業學院（現時副學士課程由香港城市大學專上學院負責），身為任教副學士課程的馮偉華參與抗爭。但當時馮偉華認為城大教職員協會並未嚴肅處理，故和組成「拯救城大副學位課程行動組」自救。亦因尋找所屬界別議員求助而認識張文光，並被邀加入教協。其後，馮一直參與教協的工作。

2010年5月，馮偉華接手出任教協會長。原定2012年從教育界功能組別參選立法會，但在2012年7月25日教協宣布，會長馮偉華因病決定退出參選立法會，並暫停有關在教協職務。

## 從政之路
1986年馮偉華曾加入匯點，當匯點1994年與港同盟合併為民主黨時，他為專注學術研究而沒有隨隊。不過，於2009年底，民主黨聯同民協等其他溫和泛民組織聯手組成終極普選聯盟，並出任召集人。
外界揣測馮偉華出任教協會長後，會於2012年取代張文光，代表泛民出選立法會選舉（教育界）。此說法未被現有議員張文光及馮偉華本人證實，但馮承認，由教協會長代表泛民於該界別出戰，確是以往慣例。
另一方面，以往會長（司徒華及張文光）均是支聯會成員，而教協和支聯會以往關係密切。但馮偉華並非支聯會成員，被問及日後關係，馮偉華表示自己一樣支持平反六四，並說兩者「血脈相連，決不分家」。

### 終極普選聯盟
自民主黨正式否決參加公民黨及社民連的五區總辭，公社兩黨以外泛民主派就組成了終極普選聯盟，而馮偉華則出任召集人。馮偉華表示，自身對政治興趣不大，但參與普選聯的原因，主要是考慮到香港到了關鍵時刻，倘香港政制不能向前走，許多社會矛盾都解決不了。
於普選聯工作期間，馮偉華曾多次表示公社兩黨所進行的五區公投不表樂觀，指很大機會失敗，又指多年來泛民與中央政府的互信一路削弱，不希望雙方因「公投」而「反檯收場」。
另一方面，馮偉華也提出了對泛民主派最為不能接受的功能組別「忍多八年」，留待2020年才全面取消，因此被黃毓民批評終極普選聯盟為終極投共聯盟。
不過，馮偉華也曾表示終極普選聯盟和中央溝通的工作，是由民主黨的何俊仁、張文光等與中方聯絡，自己處於較被動位置。

## 家庭
馮偉華已婚，與妻育有一子一女。